# Jana Kudrjavceva
Jána Alekséevna Kudrjávceva (in russo Я́на Алексе́евна Кудря́вцева?; Mosca, 30 settembre 1997) è un'ex ginnasta russa medaglia d'argento nel concorso individuale alle olimpiadi di Rio de Janeiro 2016.
È la più giovane ginnasta ad avere vinto i mondiali di ginnastica ritmica, conquistando l'oro nella gara all-around a Kiev 2013 all'età di 15 anni. Complessivamente vanta tre titoli individuali mondiali e due titoli europei. Si è ritirata prematuramente nel novembre 2016, all'età di 19 anni, a causa delle complicanze legate alla frattura di una gamba.

## Biografia
Figlia del nuotatore Aleksej, medaglia d'oro olimpica a Barcellona 1992 nella gara 4x200 m stile libero, Jana ha iniziato a praticare la ginnastica all'età di quattro anni. Tra i suoi successi ottenuti a livello giovanile figurano le due medaglie d'oro vinte agli europei di Nižnij Novgorod 2012 nella specialità palla e nella gara a squadre.
Nel 2013 Jana Kudrjavceva ha fatto il suo debutto nella categoria senior. Lo stesso anno la ginnasta russa ha conquistato tre ori agli europei di Vienna 2013, diventando la più giovane vincitrice di questa competizione dopo la connazionale Alina Kabaeva. In seguito, con gli altri tre ori vinti ai campionati mondiali di Kiev 2013 all'età di 15 anni, Jana Kudrjavceva è diventata la più giovane campionessa mondiale di ginnastica ritmica.
Campionessa europea all-around nel 2014, lo stesso anno si è riconfermata ai massimi livelli (5 ori e un argento) durante i mondiali svolti a Smirne. Nel frattempo diventa pure una delle "ambasciatrici di eleganza" per gli orologi Longines, subentrando nel ruolo ad Alina Kabaeva dopo avere firmato un contratto di sponsorizzazione.
Reduce da un nuovo campionato europeo in cui ha praticamente trionfato in tutte le specialità, ad eccezione del cerchio dove non ha partecipato per scelta tecnica, Kudrjavceva ha anche vinto 4 ori ai I Giochi europei di Baku 2015.
Successivamente, nonostante fosse sofferente per un infortunio alla caviglia che l'ha costretta a gareggiare con una vistosa fasciatura, Kudrjavceva è risultata nuovamente l'atleta più medagliata ai mondiali di Stoccarda; al secondo posto fino all'ultima rotazione, è riuscita a vincere anche la gara all-around, superando nell'ultima prova la connazionale Margarita Mamun, sua principale avversaria. Terminati i mondiali, la ginnasta si è sottoposta ad un intervento chirurgico ed è stata costretta ad indossare uno stivale ortopedico, chiudendo anticipatamente la stagione competitiva per potersi dedicare al recupero dall'infortunio causato dai carichi di lavoro elevati accumulatisi durante un periodo di notevole sviluppo corporeo.
Appena rientrata, ha confermato il titolo europeo vincendo il concorso individuale ai campionati di Holon 2016. Si è presentata tra le grandi favorite ai Giochi olimpici di Rio de Janeiro 2016, ma la perdita dell'attrezzo alla terza rotazione (clavette) le ha compromesso l'intera prestazione relegandola al secondo posto dietro Mamun.
Conclusa l'esperienza olimpica, una nuova serie di visite mediche condotte in Germania ha evidenziato la necessità di un ulteriore intervento chirurgico a una gamba: già costretta a subire cinque operazioni, le complicazioni patite da entrambi gli arti inferiori hanno costretto al ritiro di Jana Kudrjavceva, annunciato nel mese di novembre dello stesso anno.
Il 7 luglio 2018 ha sposato il giocatore di hockey su ghiaccio Dmitrij Kugryšev. In precedenza era stata fidanzata con il calciatore Artur Jusupov.

## Palmarès

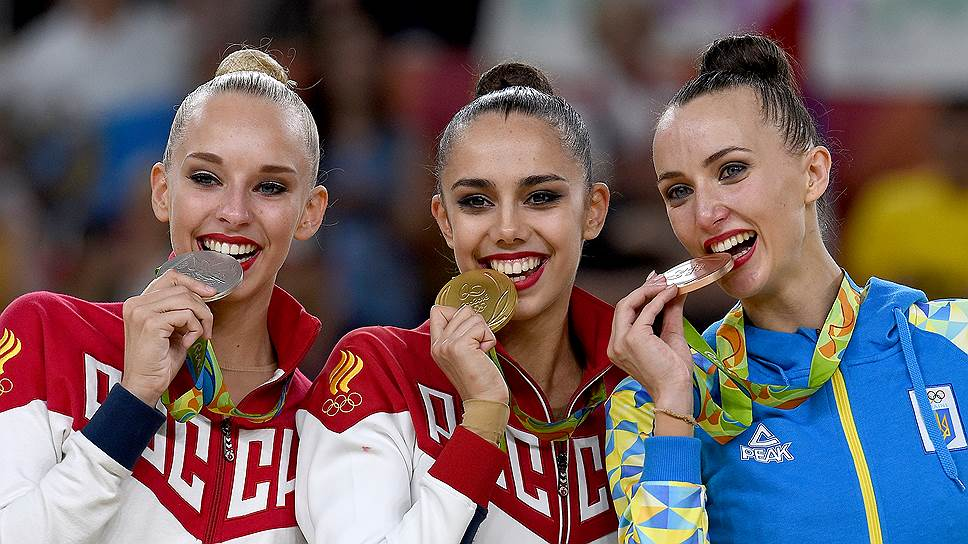
Jana Kudrjavceva (a sinistra) sul podio alle Olimpiadi di insieme a Margarita Mamun (al centro) e Hanna Rizatdinova (a destra).

- Giochi olimpici

Rio de Janeiro 2016: argento nel concorso individuale.
- Campionati mondiali di ginnastica ritmica

Kiev 2013: oro nella gara all-around, nel nastro e nelle clavette. Argento nella palla e nel cerchio.
Smirne 2014: oro nel cerchio, nella palla, nelle clavette, nell'all-around e nella gara a squadre. Argento nel nastro.
Stoccarda 2015: oro nella palla, nelle clavette, nel nastro, nell'all-around e nella gara a squadre.
- Campionati europei di ginnastica ritmica

Nižnij Novgorod 2012: oro nella palla (junior) e nella gara a squadre (junior).
Vienna 2013: oro nella gara a squadre, nella palla e nelle clavette.
Baku 2014: oro nella gara all-around.
Minsk 2015: oro nella palla, nelle clavette, nel nastro e nella gara a squadre.
Holon 2016: oro nella gara all-around.
- Giochi europei

Baku 2015: oro nell'all-around, nella palla, nelle clavette e nel nastro.

## Record

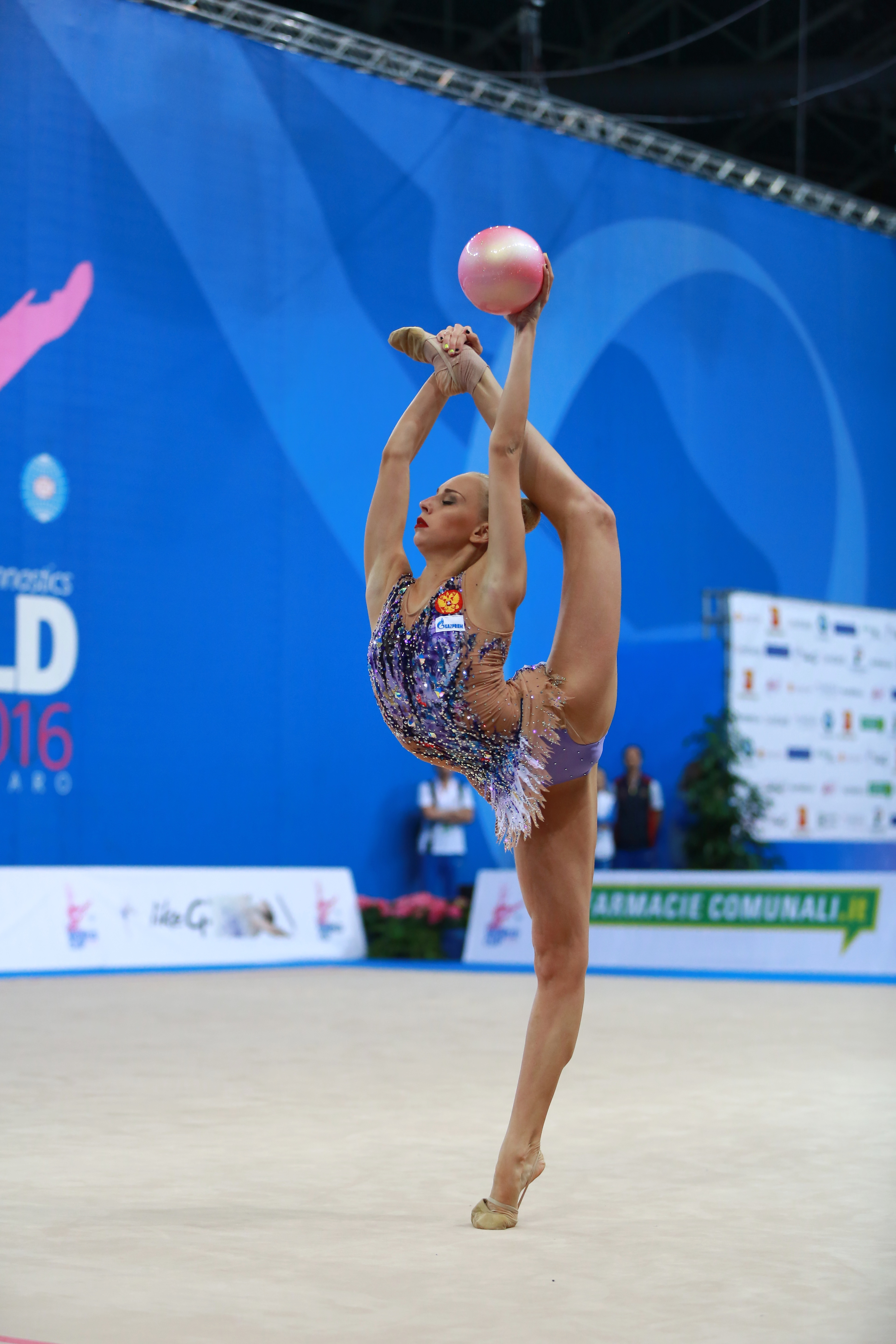
Jana Kudrjavceva alla Coppa del Mondo di Pesaro 2016

- Vincendo il concorso generale ai Mondiali di Kiev 2013 all'età di 15 anni, Jana Kudrjavceva è diventata la più giovane campionessa mondiale, superando il record stabilito dalle connazionali Alina Kabaeva e Elena Karpuchina che compirono la stessa impresa all'età di 16 anni.[1]
- Jana Kudrjavceva è l'unica ginnasta ed essere sempre salita sul podio di ogni concorso generale disputato in ambito internazionale.
- Dopo avere vinto il concorso generale ai Mondiali di Stoccarda 2015, all'età di 17 anni, è diventata la più giovane ginnasta di sempre a vincere tre titoli mondiali consecutivi.[7]
- La prima ginnasta a vincere il concorso generale individuale ai Giochi Europei di Baku del 2015, con un totale di 76.100 punti.
- Insieme alla connazionale Evgenija Kanaeva condivide il record di tre titoli mondiali all-around vinti consecutivamente senza alcun pari merito.
- Conquistando la tappa di Sofia 2013, è diventata la prima ginnasta ad avere vinto un titolo individuale di Coppa del Mondo al suo debutto senior.
- Prima ginnasta a totalizzare 19.000 punti ai campionati mondiali, in occasione dell'esercizio col cerchio ai Mondiali di Smirne 2014, con in vigore l'allora sistema dei 20 punti (quadriennio 2013-2016).
- Jana Kudrjavceva, con 76.450 punti complessivi ottenuti alla Coppa del Mondo di Pesaro 2016, è stata detentrice del record di punti ottenuti nel concorso individuale con in vigore il sistema di valutazione basato su 20 punti (quadriennio 2013-2016). Questo record è stato poi superato dalla connazionale Margarita Mamun.[8]
- Detiene il punteggio più alto realizzato con un singolo attrezzo, con in vigore sempre il sistema di valutazione dei 20 punti di allora, totalizzando 19.450 punti con il cerchio alla Coppa del Mondo di Baku 2016.

## Informazioni sulle musiche utilizzate nelle routine
| Anno | Attrezzo          | Brano Musicale |
| ---- | ----------------- | --- |
| 2016 | Cerchio           | Kon (Slavynskaya) di Khor Turetskogo |
| 2016 | Palla             | Piano Concerto No.23 – Adagio, Piano Concerto No. 21 – Andante, di Wolfgang Amadeus Mozart                                                                |
| 2016 | Clavette          | Black Gold di Armand Amar |
| 2016 | Nastro            | Valse Triste di Jean Sibelius |
| 2015 | Cerchio           | Spring Waters Op.14, No.11 di Sergej Rachmaninov |
| 2015 | Palla             | Why Don't You Do Right di Amy Irving |
| 2015 | Clavette          | El Vuelo De Moscardón (il Volo del Calabrone) di Prague Festival Orchestra                                                                                |
| 2015 | Nastro            | La Cumparsita di Ikuko Kawai |
| 2015 | Gala              | Clair de Lune di Claude Debussy |
| 2014 | Cerchio           | Jota Argonesa di Michail Glinka |
| 2014 | Palla             | La Bohème di Ornella Vanoni |
| 2014 | Clavette          | Katjuša, Mitternacht In Moskau di Studio Tanz Orchestre, Klaus Hallen                                                                                     |
| 2014 | Nastro            | Felix Mendelssohn: Violin Concerto In E Minor, Op. 64 – 1. Allegro Molto Appassionato di Anne-Sophie Mutter, Berliner Philharmoniker, Herbert von Karajan |
| 2014 | Gala              | Clair de Lune di Claude Debussy |
| 2013 | Cerchio (secondo) | ? |
| 2013 | Cerchio (primo)   | One, Two, I love you (russo: раз два люблю тебя) di Nadežda Babkina                                                                                       |
| 2013 | Palla             | Notturno Op. 9 No. 2 in Mi Maggiore di Fryderyk Chopin |
| 2013 | Clavette          | Vendetta Sciliana, Мельница di Angelo Petisi Orchestra e Tarantella                                                                                       |
| 2013 | Nastro (secondo)  | Padam Padam di Mireille Mathieu |
| 2013 | Nastro (primo)    | La Foule di Édith Piaf |
| 2012 | Cerchio           | ? |
| 2012 | Palla             | Динь – динь динь (Din Din Din) di Oleg Pogudin |
| 2012 | Clavette          | This is Halloween tratto da The Nightmare before Christmas di Danny Elfman                                                                                |
| 2012 | Nastro            | Gopak, tratto dal Gayane di Aram Chačaturjan |
| 2011 | Cerchio           | Tarantella napoletana - The Godfather Players |
| 2011 | Palla             | Kuckucksjodler di Mondscheintrio |
| 2011 | Clavette          | ? |
| 2011 | Nastro            | Gopak, tratto dal Gayane di Aram Chačaturjan |
| 2010 | Cerchio           | Tarantella napoletana - The Godfather Players |
| 2010 | Palla             | The Yodel Song |
| 2010 | Clavette          | Russian Folk |
| 2010 | Fune              | ? |